# Vincenzo Danti
Pour les articles homonymes, voir Danti.
Vincenzo Danti, né à Pérouse en 1530 et mort le 26 mai 1576 dans cette même ville, est un praticien (sculpteur, orfèvre et architecte) italien, notamment actif à la cour des Médicis au Cinquecento.

## Biographie
Vincenzo Danti est né en 1530 à Pérouse, en Ombrie, dans les États pontificaux. Son père étant orfèvre, il étudie cette discipline.
Il part vivre un moment à Rome dans le cadre de sa formation d'artiste. Il y étudie notamment les œuvres du maître Michel-Ange.
En 1555, il produit à l'âge de 25 ans une grande statue en bronze du pape Jules III, placée sur le parvis du Duomo de Pérouse, œuvre marquant son passage à la sculpture.
Danti part travailler à Florence de 1557 à 1573, invité par Cosme Ier de Toscane, de la famille Médicis, sur recommandation de Sforza Almeni (it), conseiller et lui-aussi originaire de Pérouse. Il produit plusieurs œuvres à la cour des Médicis.
Il quitte, malgré son succès, Florence pour Pérouse en 1573, où il décède en 1576.

## Œuvre

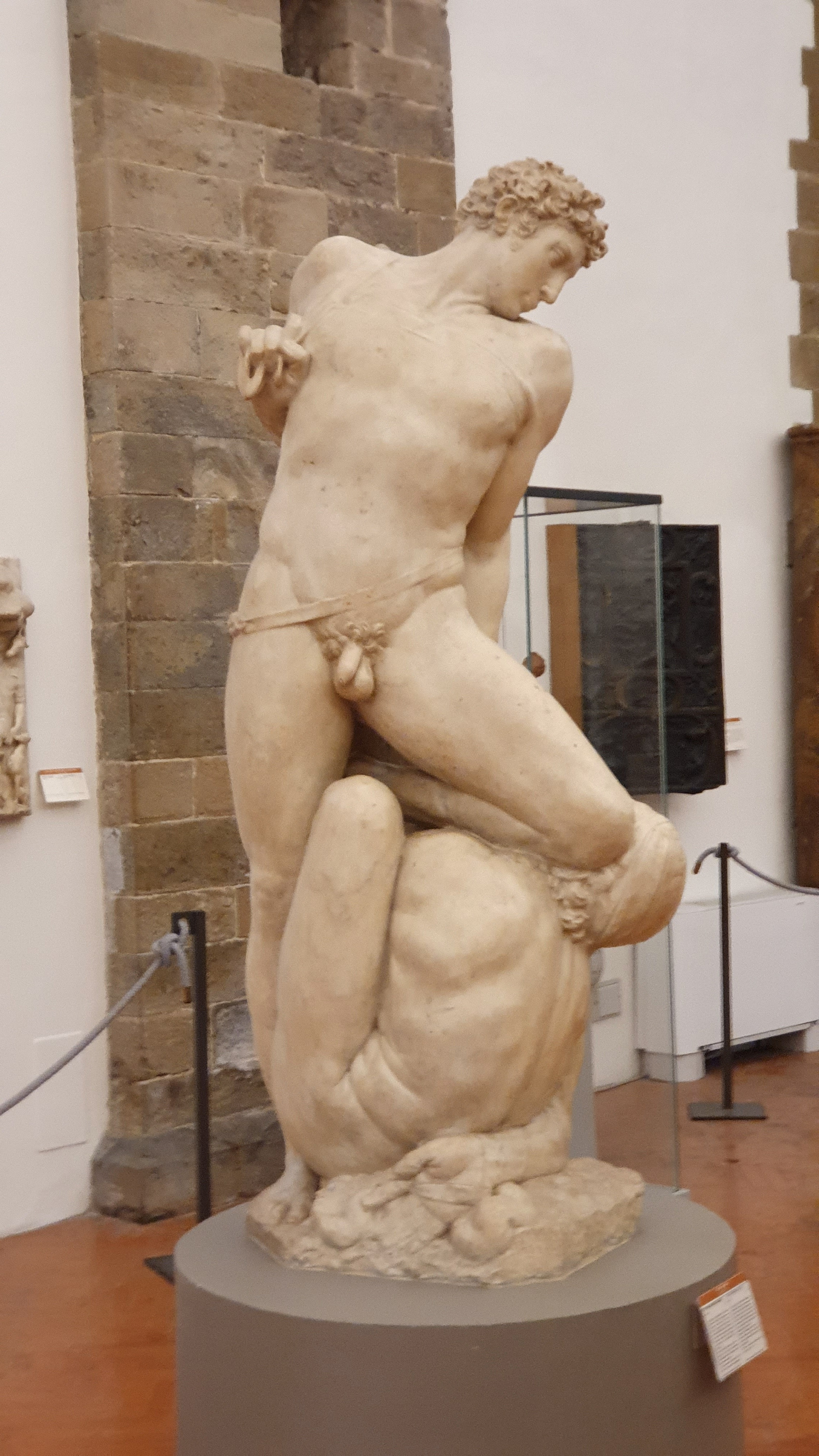
L'Onore che vince l'Inganno, musée national du Bargello

Si Danti est un grand sculpteur de la Renaissance, il est aujourd'hui assez méconnu, étant notamment éclipsé par ses contemporains Baccio Bandinelli, Benvenuto Cellini, Niccolò Tribolo, Bartolomeo Ammannati et Michel-Ange.
Il s'illustre aussi bien en tant que sculpteur qu'en tant qu'orfèvre avec des œuvres plus humbles.
Il étudie les œuvres de Michel-Ange à Rome. Cela l'influence beaucoup, ce qui lui vaut le surnom "d'apprenti de Michel-Ange", bien qu'ils ne se soient jamais rencontrés. Ainsi, son grand bronze de Jules III est inspiré d'un prototype d'une statue du pape Jules II, aujourd'hui disparu, du maître. Il reprend aussi les travaux de Michel-Ange dans le thème de la nudité masculine, notamment pour son groupe sculpté en marbre L'Onore che vince l'Inganno.

### Sculptures

#### À Pérouse (jusqu'à 1557)
- Statue en bronze du pape Jules III (1555), parvis du Duomo, Pérouse.

#### À Florence (1557-1573)

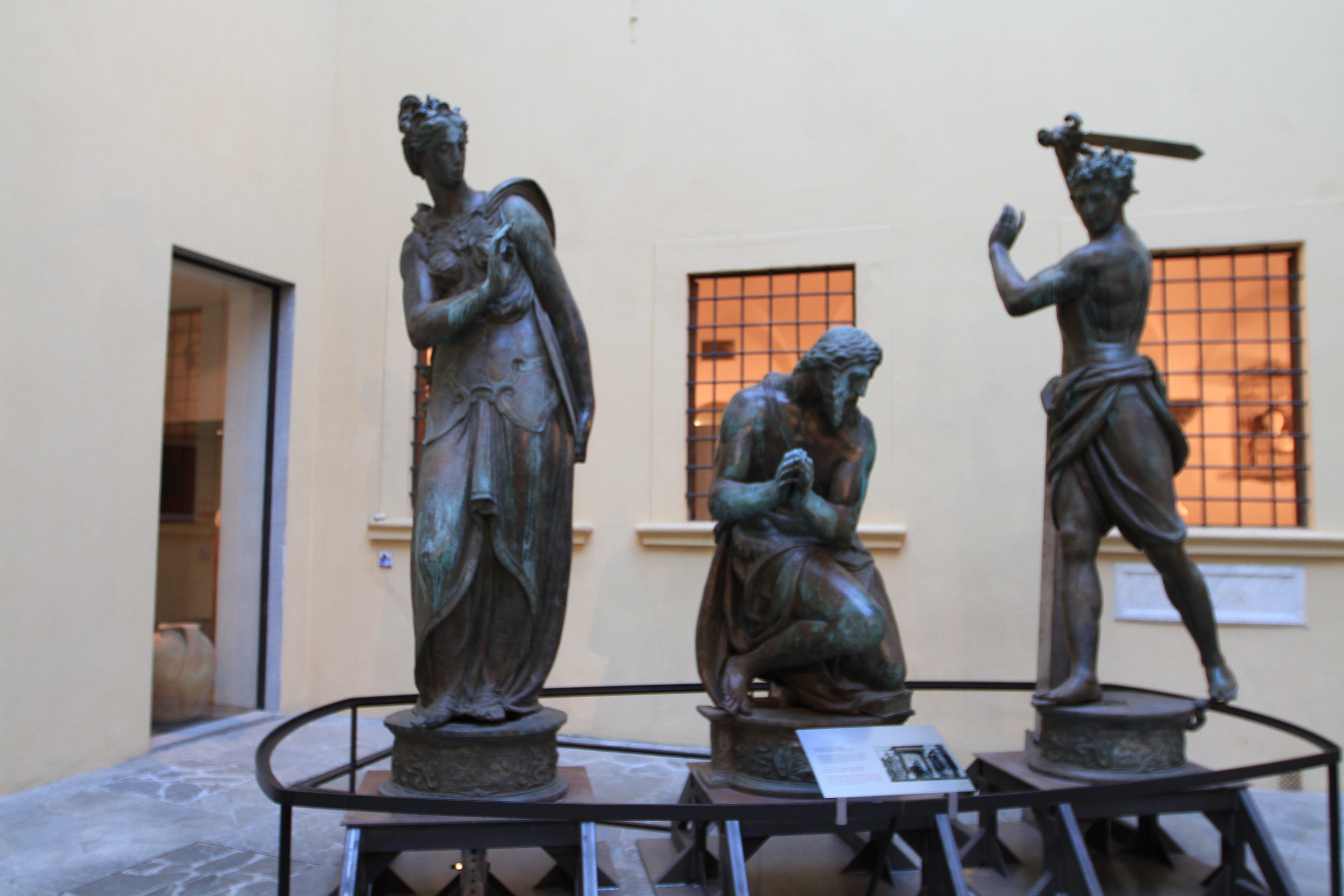
Décollation de Jean-Baptiste (1571), groupe de statues en bronze placé au dessus de la porte sud d'Andrea Pisano (1330-1338) du baptistère Saint-Jean de Florence.
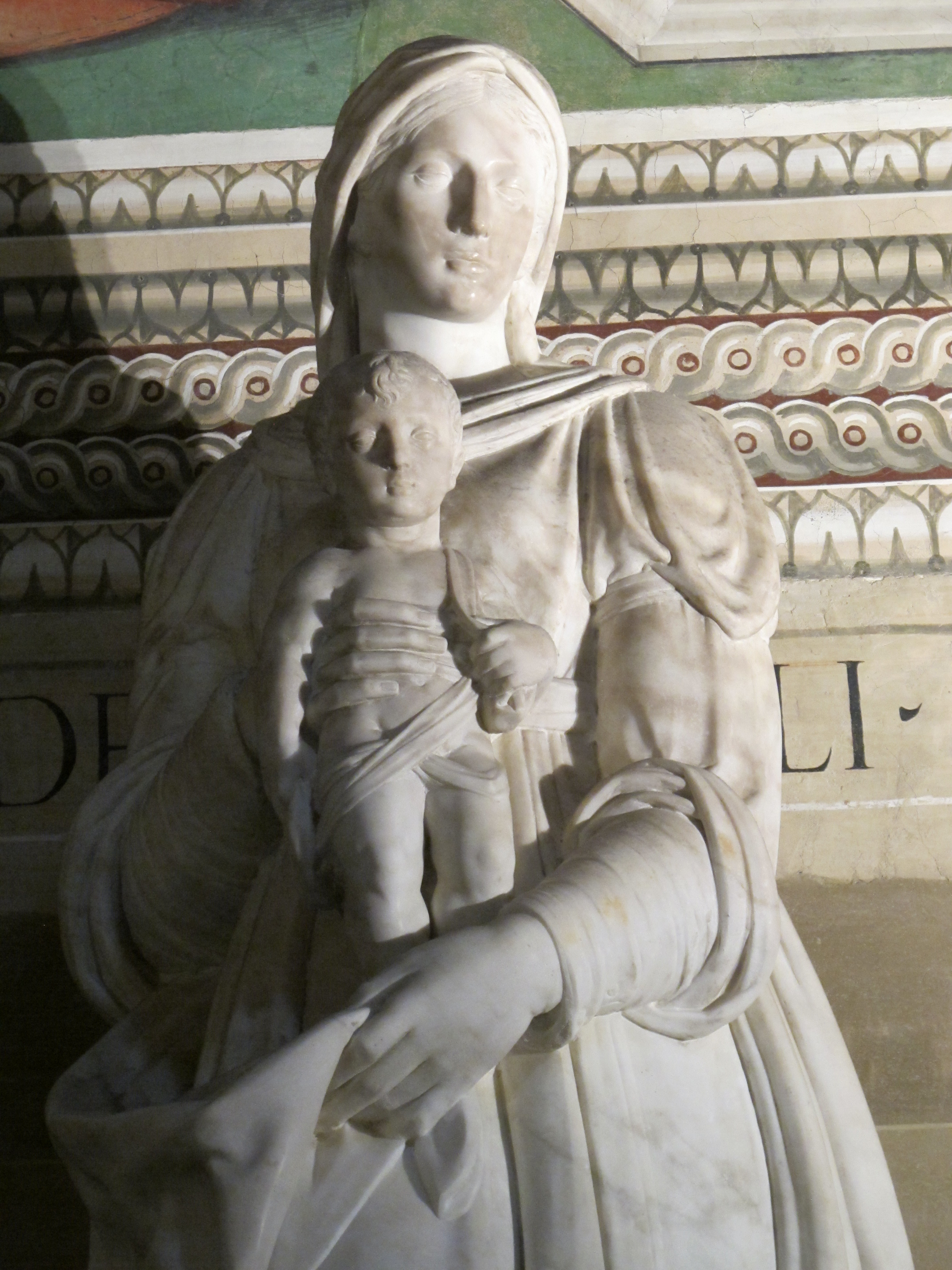
L'Onore che vince l'Inganno (l'Honneur triomphant du Mensonge), aujourd'hui conservé au musée national du Bargello, Florence.
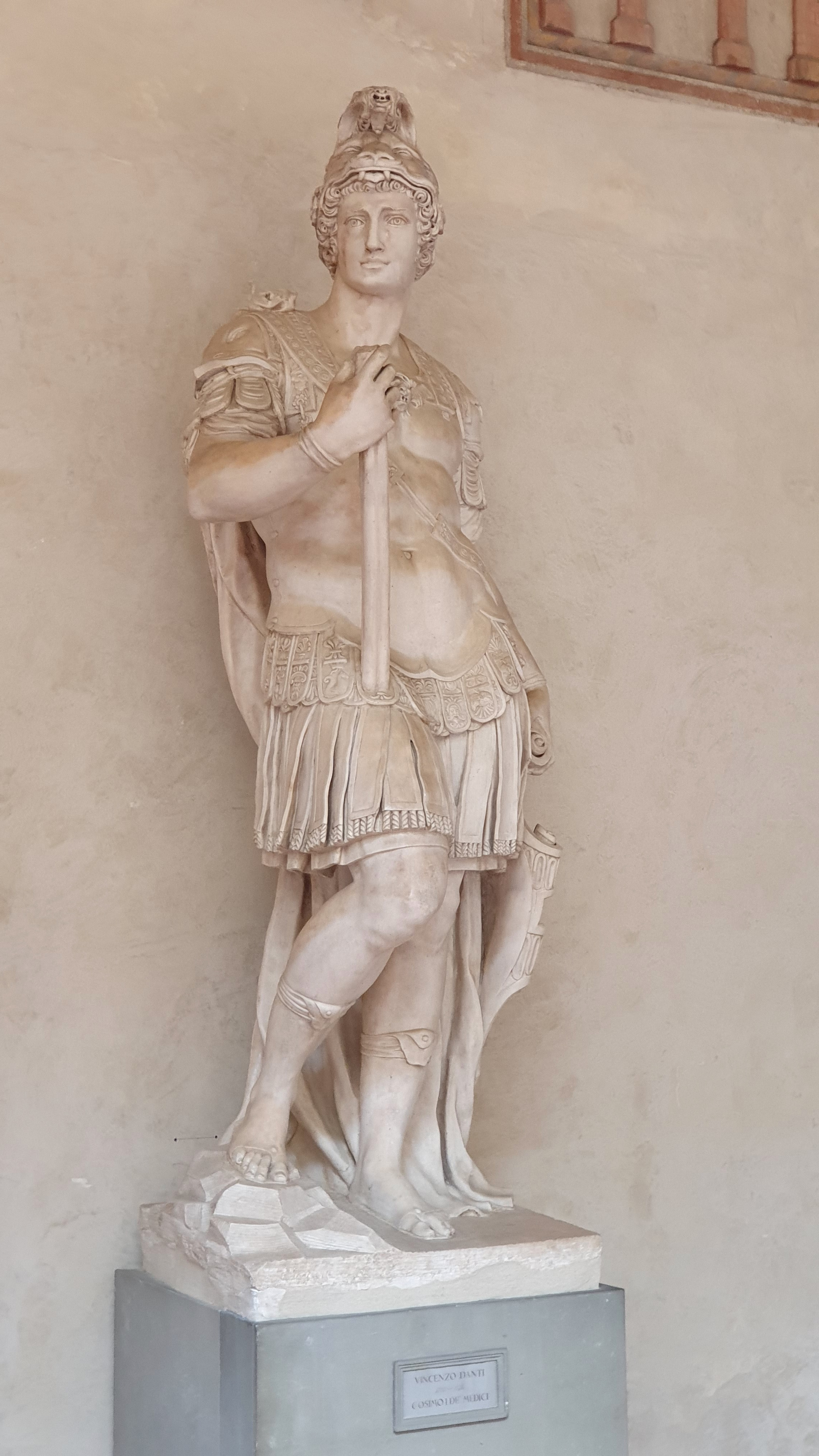
Madonna con bambino (Vierge à l'Enfant), basilique Santa Croce de Florence.
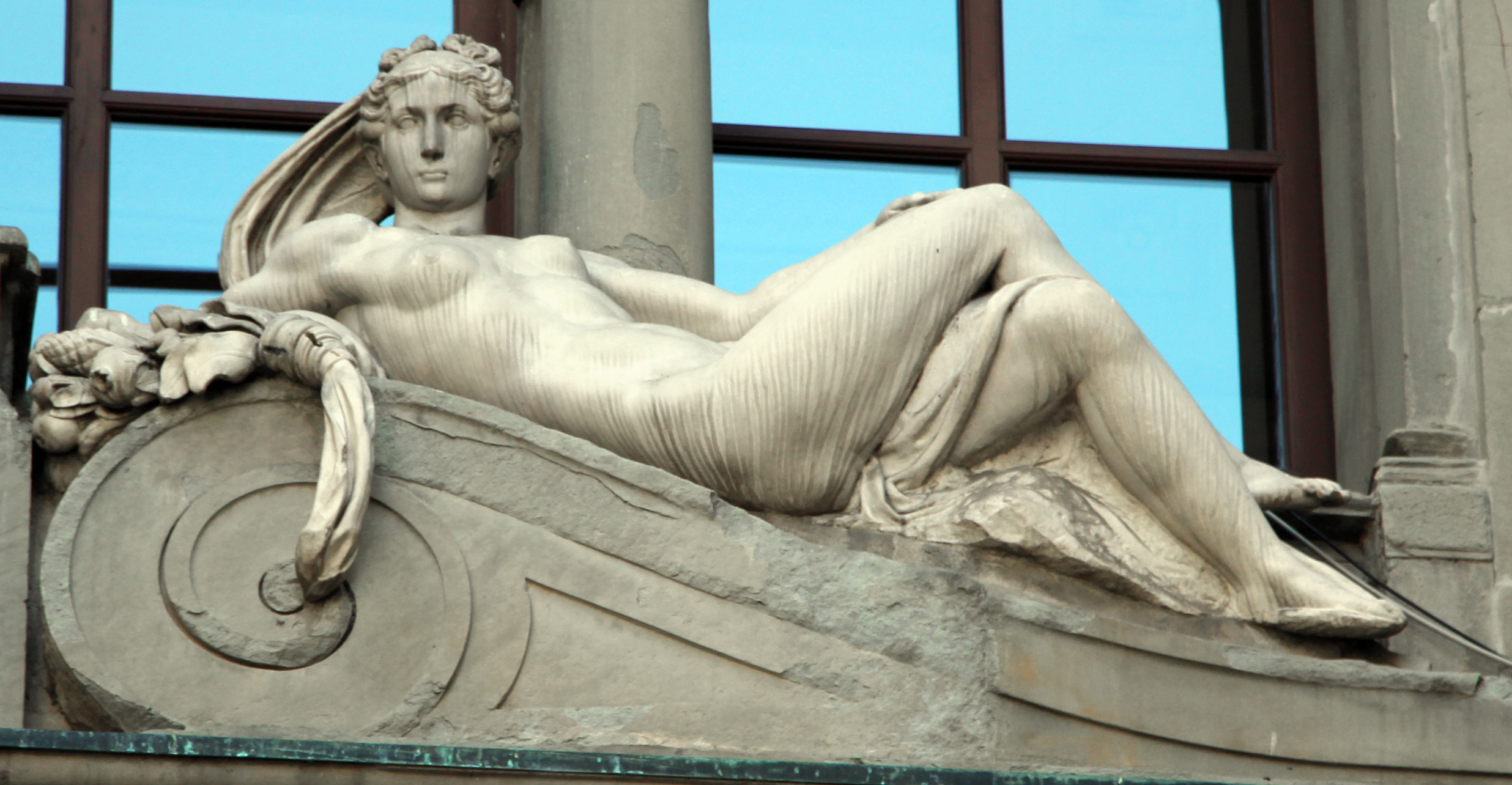
Cosme Ier en Auguste, musée national du Bargello, Florence.
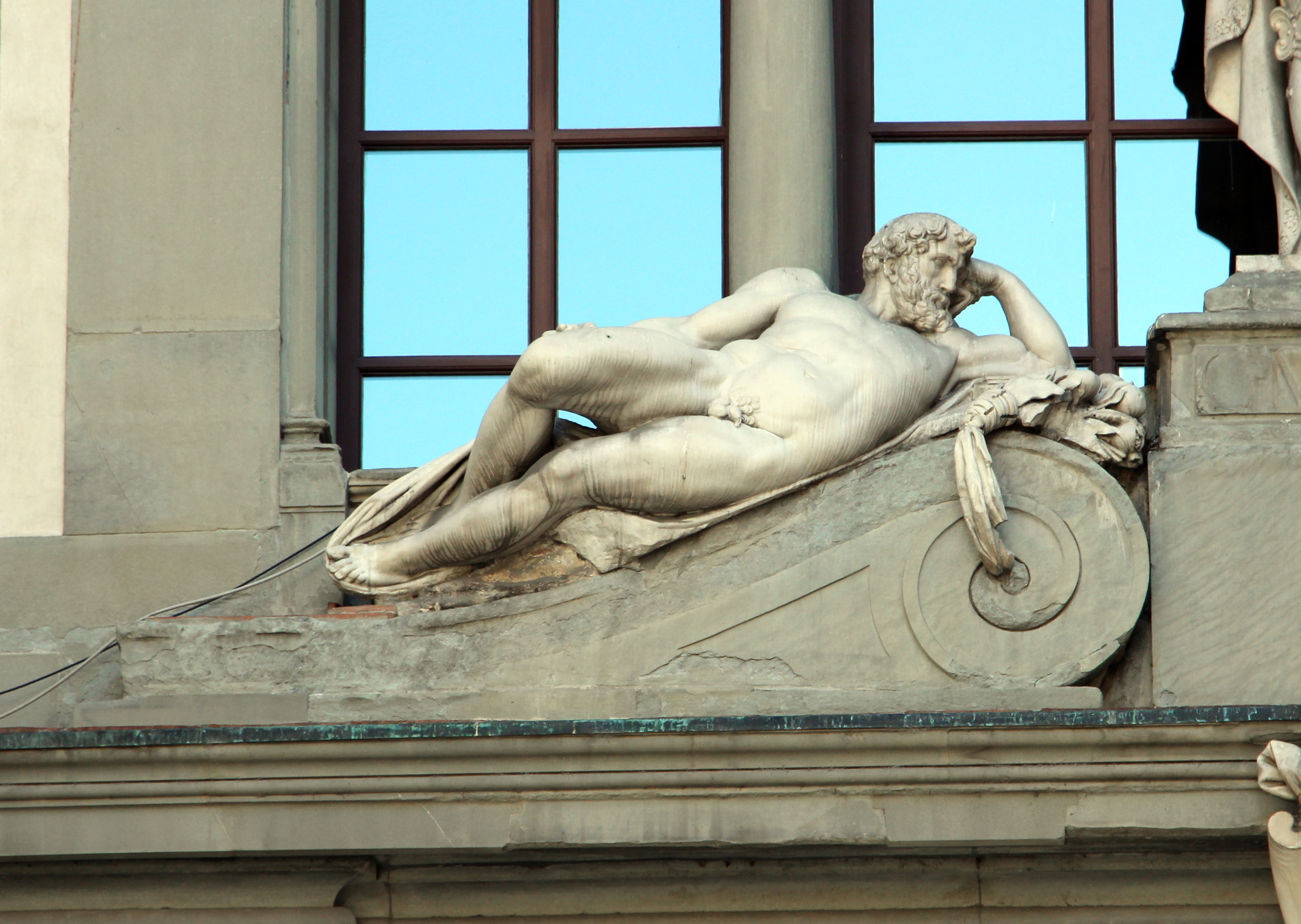
L'Equità et la Rigore (l'Équité et la Rigueur), deux statues en marbre, piazzale des Offices, Florence.
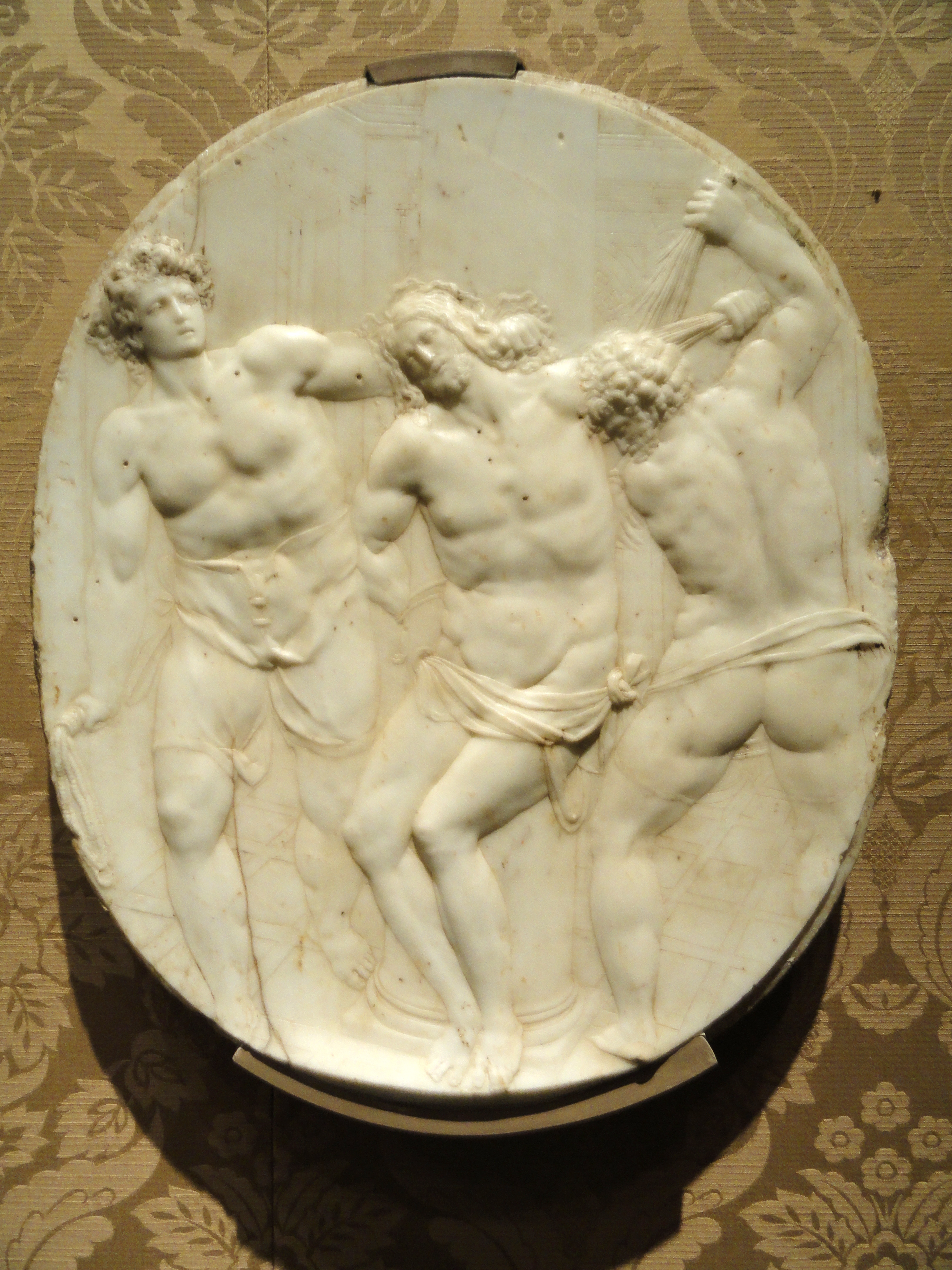
La Flagellation du Christ, bas-relief en marbre, conservé au Musée d'art Nelson-Atkins, Kansas City (Missouri, États-Unis)[2].  - Décollation de Jean-Baptiste, 1571, baptistère Saint-Jean de Florence
  - Madonna con bambino, basilique Santa Croce de Florence
  - Cosme Ier en Auguste, musée national du Bargello
  - L'Equità, piazzale des Offices
  - La Rigore, piazzale des Offices
  - La Flagellation du Christ, Musée d'art Nelson-Atkins